# Raven (Bulgarije)
Raven (Bulgaars: Равен) is een dorp in het zuiden van Bulgarije. Het dorp is gelegen in de gemeente Momtsjilgrad in de oblast  Kardzjali. Het dorp ligt hemelsbreed ongeveer 15 km ten zuidoosten van Kardzjali en 219 km ten zuidoosten van Sofia. 

## Bevolking
Op 31 december 2020 telde het dorp volgens de officiële cijfers van het Nationaal Statistisch Instituut van Bulgarije 295 inwoners. Het aantal inwoners vertoont al jaren een dalende trend: in 1965 woonden er nog 793 mensen in het dorp.
|  |

De bevolking van het dorp bestond in 2011 uitsluitend uit etnische Turken. Alle 337 ondervraagden identificeerden zich in de optionele volkstelling van 2011 met de Turkse etniciteit. De meeste inwoners zijn soennitische moslims, maar in de wijk Gorna Tsjobanka wonen ook alevieten. 
| Etnische samenstelling van de respondenten (2011) | Etnische samenstelling van de respondenten (2011) | Etnische samenstelling van de respondenten (2011) | Etnische samenstelling van de respondenten (2011) | Etnische samenstelling van de respondenten (2011) |
| ------------------------------------------------- | ------------------------------------------------- | ------------------------------------------------- | ------------------------------------------------- | ------------------------------------------------- |
|                                                   |                                                   |                                                   |                                                   |                                                   |
| Bulgaren                                          | Bulgaren                                          |                                                   | 0,0%                                              | 0,0%                                              |
| Turken                                            | Turken                                            |                                                   | 100,0%                                            | 100,0%                                            |
| Roma                                              | Roma                                              |                                                   | 0,0%                                              | 0,0%                                              |
| Anders/Onbekend                                   | Anders/Onbekend                                   |                                                   | 0,0%                                              | 0,0%                                              |